# El revólver sangriento
El revólver sangriento es una película de acción y wéstern mexicana de 1964, dirigida por Miguel M. Delgado y protagonizada por Luis Aguilar, Lola Beltrán, Flor Silvestre, Manuel Capetillo, Antonio Aguilar e Irma Dorantes, con la participaciones especiales de María Elena Velasco «La India María» y Eleazar García «Chelelo».

## Trama
La película trata de un revólver tan bello, y a la vez mortal, que quien lo poseía terminaba tres metros bajo tierra. El problema es que cuando caía en manos de alguien, lo menos en lo que pensaban era en deshacerse de él.

## Reparto
- Luis Aguilar como Juan Chávez
- Lola Beltrán como Carmen
- Flor Silvestre como Rosa
- René Cardona como Comisario
- Emilio «El Indio» Fernández como Félix Gómez
- Manuel Capetillo como Rogelio Cruz
- Cuco Sánchez como Cuco
- Antonio Aguilar como Ramón
- Juan Mendoza como Vicente
- Irma Dorantes como esposa de Ramón
- David Silva como El Manso
- Arturo Martínez como El Chacal
- David Reynoso como El Toro Díaz
- Enrique Lucero como Pedro
- Emma Roldán como tía de Rosa
- Jorge Mondragón como Doctor
- José Chávez como dueño de Hotel Oasis
- Lupe Mejía 'La Yaqui' como esposa de Vicente
- Julián de Meriche como don León
- Alfonso Arnold como Comisario Ruiz
- Jorge Russek como secuaz de El Toro
- Quintín Bulnes como Chimuelo
- León Barroso como Manuel
- Emilio Garibay como Hombre en cantina
- Eleazar García como Chelelo
- María Elena Velasco «La India María» como esposa de Pedro
- Armando Acosta como amigo de Carmen (no acreditado)
- Victorio Blanco como Conductor de diligencia #1 (no acreditado)
- José Luis Fernández como Conductor de diligencia #2 (no acreditado)
- Carlos León como Ayudante de comisario (no acreditado)

## Banda sonora
- "Cuando no se de ti"
Autor: Enrique Sarabia
Interprete: Irma Dorantes

- "Cariño bonito"
Autor: Cuco Sánchez
Interprete: Flor Silvestre y Mariachi México de Pepe Villa

- "Fallaste corazón"
Autor e interprete: Cuco Sánchez

- "El hombre" alegre
Autor: Cuco Sánchez
Interprete: Manuel Capetillo

- "Nubes bajas"
Autor: Tomás Méndez
Interprete: Lola Beltrán

- "Cuando dos almas"
Autor: Fructuoso G. Reyes
Interprete: Antonio Aguilar

- "El pecador"
Autor: Alex F. Roth
Interprete: Juan Mendoza